# Riquilda di Rouergue
Riquilda o Richilde di Tolosa, Riquilda anche in spagnolo e in catalano e Richilde in francese e in portoghese (... – dopo il  954) è stata contessa consorte delle contee di Barcellona, Gerona e Osona dal 920 circa al 947.

## Origine
Secondo lo storico Szabolcs de Vajay, soprattutto per il fatto che il figlio primogenito fu chiamato Ermengol (introducendo questo nome nel casato di Barcellona), Richilde era la figlia del conte di Rouergue e conte di Quercy, Ermengol e della moglie, Adelaide, di cui non si conoscono gli ascendenti (come viene confermato nel documento n° 63 delle Preuves de l'Histoire Générale de Languedoc. Ermengol di Rourgue era il figlio secondogenito del conte d'Albi, conte di Rouergue, conte di Tolosa e conte di Quercy, Oddone I († ca. 918) e di Garsenda d'Albi (come risulta dall'Histoire des comtes de Toulouse, dal capitolo n° XI del secondo volume delle Histoire Générale de Languedoc e dal Cartoulaires de l'abbaye de Beaulieu, datato agosto 887, in cui il conte Oddone vendette una proprietà assieme alla moglie Garsenda ed al fratello Ariberto), la figlia del conte d'Albi, Ermengardo.

## Biografia
Verso il 920, forse nel 917 (secondo lo storico catalano Pròsper de Bofarull i Mascaró esiste un documento di donazione di quell'anno in cui Richilde risulta già moglie di Sunyer I) comunque prima del 925 (data in cui da un documento, risulta già sposata) Richilde fu data in moglie al conte di Barcellona Sunyer I, figlio maschio quartogenito del conte d'Urgell, della Cerdagna, di Gerona, di Conflent, d'Osona, e di Barcellona, Goffredo il Villoso e di Guinidilda († prima del 904), che, secondo la storica britannica Alison Weir era figlia di Baldovino I delle Fiandre, anche secondo la Crónica de San Juan de la Peña, al capitolo XXIII e l'Ex Gestis Comitum Barcinonensium e di Giuditta, la figlia del re dei Franchi occidentali, Carlo il Calvo. Mentre alcuni storici catalani sostengono che fosse d'origine catalana, forse figlia di Mirò I (quindi nipote di Goffredo il Villoso) conte di Rossiglione, oppure di Borrell, Conte di Cerdagna, Urgell e Osona oppure ancora di Sunifredo. Quindi era fratello del conte di Barcellona,  Goffredo II Borrell I, del conte di Cerdagna e Conflent, Miró II e del conte d'Urgell, Sunifredo II. Sunyer I era al secondo matrimonio essendo rimasto della prima moglie, Aimilda (?-ca. 920).
Richilde, fece una donazione, assieme al marito, in memoria dei genitori del fratello e della sorella di Sunyer I, come risulta da un documento del 25 marzo 925.
Secondo la Marca Hispanica sive Limes Hispanicus, Richilde, assieme al marito, Sunyer I, il 16 maggio 944, fece due diverse donazioni, in memoria del loro figlio, Emengol, oltre che dei genitori e del fratello di Sunierl: la prima alla chiesa di Gerona, la seconda alla chiesa di Barcellona.
Nel 945, Richilde, assieme al marito, Sunyer I, fece una donazione al monastero di Santa Cecilia di Monserrat.
Prima del 31 agosto del 954, Richilde, assieme ai figli, Mirò e Borrell, fece una donazione al monastero di Lagrasse, dove si era ritirato il marito, Sunyer I, che sarebbe morto pochi giorni dopo (Secondo il cartolario di Vic, Sunyer morì il 15 ottobre).
Non si conosce l'anno esatto della morte di Richilde, dopo il 954, di lei non si hanno più notizie.

### Figli
Richilda a Sunyer diede cinque figli:
- Ermengol I d'Osona[12] (secondo o terzo decennio del X secolo-prima del 6 settembre 943, infattiIl 6 settembre del 943, suo padre Sunier fece una donazione per la sua anima[7]), conte d'Osona. Nel 939, aveva fatto una donazione assieme al padre[7] e quattro anni dopo (943), ne fece un'altra in memoria dello stesso figlio[7]. Secondo España Sagrada, Tome XXVIII i necrologi di Vic e Gerona riportano che Ermengol fu ucciso a settembre[7]. Secondo la Marca Hispanica sive Limes Hispanicus, suo padre, Sunyer, e sua madre, Richilde, il 16 maggio 944, fecero due diverse donazioni, in sua memoria: la prima alla chiesa di Gerona[19], la seconda alla chiesa di Barcellona[20].
- Mirò[12] (secondo o terzo decennio del X secolo-31 ottobre 966), conte di Barcellona
- Borrell[12] (secondo o terzo decennio del X secolo-30 settembre 993), conte di Barcellona
- Adelaide (secondo o terzo decennio del X secolo-dopo il marzo 988), un documento dell'11 marzo 988, conferma che Adelaide è ancora badessa del monastero di Sant Joan de les Abadesses, che, secondo lo storico catalano Pròsper de Bofarull i Mascaró, sposò suo zio Sunifredo II d'Urgell (questa convinzione è dedotta da una donazione del 907, di una contessa Adelaide (Adalaiz), che si dichiara figlia del conte Sunyer (Suniario) e della contessa Richilde (Richildis), la donazione MMXLII della Coleccion diplomatica del Contado de Besalù, Tomo XV-IV,[21]) ed in seguito, dopo il 948, fu badessa del Monastero di Sant Joan de les Abadesses, vicino a Ripoll[7].
- Goffredo (secondo o terzo decennio del X secolo - dopo aprile 986 (il 9 aprile del 986, Goffredo compare come garante in un documento, per la difesa di Cardona[7]).

## Ascendenza
|                          |   |                   | Genitori |  |  | Nonni |  |  | Bisnonni             |  |  | Trisnonni            |  |
|                          |   |                   |          |  |  |       |  |  | Raimondo I di Tolosa |  |  | Foucault di Rouergue |  |
|                          |   |                   |          |  |  |       |  |  | Raimondo I di Tolosa |  |  | Foucault di Rouergue |  |
|                          |   | Senegonda         |          |  |  |       |  |  | Raimondo I di Tolosa |  |  |                      |  |
| Oddone I di Tolosa       |   |                   |          |  |  |       |  |  | Raimondo I di Tolosa |  |  |                      |  |
|                          |   | Berta             | …        |  |  |       |  |  |                      |  |  |                      |  |
|                          |   | Berta             | …        |  |  |       |  |  |                      |  |  |                      |  |
|                          |   | Berta             | …        |  |  |       |  |  |                      |  |  |                      |  |
| Ermengardo I di Rouergue |   | Berta             |          |  |  |       |  |  |                      |  |  |                      |  |
|                          |   | Ermengardo d'Albi | …        |  |  |       |  |  |                      |  |  |                      |  |
|                          |   | Ermengardo d'Albi | …        |  |  |       |  |  |                      |  |  |                      |  |
|                          |   | Ermengardo d'Albi | …        |  |  |       |  |  |                      |  |  |                      |  |
| Garsenda d'Albi          |   | Ermengardo d'Albi |          |  |  |       |  |  |                      |  |  |                      |  |
|                          |   | …                 | …        |  |  |       |  |  |                      |  |  |                      |  |
|                          |   | …                 | …        |  |  |       |  |  |                      |  |  |                      |  |
|                          |   | …                 | …        |  |  |       |  |  |                      |  |  |                      |  |
| Riquilda di Rouergue     |   | …                 |          |  |  |       |  |  |                      |  |  |                      |  |
|                          | … | …                 |          |  |  |       |  |  |                      |  |  |                      |  |
|                          | … | …                 |          |  |  |       |  |  |                      |  |  |                      |  |
|                          | … | …                 |          |  |  |       |  |  |                      |  |  |                      |  |
| …                        | … |                   |          |  |  |       |  |  |                      |  |  |                      |  |
|                          |   | …                 | …        |  |  |       |  |  |                      |  |  |                      |  |
|                          |   | …                 | …        |  |  |       |  |  |                      |  |  |                      |  |
|                          |   | …                 | …        |  |  |       |  |  |                      |  |  |                      |  |
| Adelaide                 |   | …                 |          |  |  |       |  |  |                      |  |  |                      |  |
|                          |   | …                 | …        |  |  |       |  |  |                      |  |  |                      |  |
|                          |   | …                 | …        |  |  |       |  |  |                      |  |  |                      |  |
|                          |   | …                 | …        |  |  |       |  |  |                      |  |  |                      |  |
| …                        |   | …                 |          |  |  |       |  |  |                      |  |  |                      |  |
|                          |   | …                 | …        |  |  |       |  |  |                      |  |  |                      |  |
|                          |   | …                 | …        |  |  |       |  |  |                      |  |  |                      |  |
|                          |   | …                 | …        |  |  |       |  |  |                      |  |  |                      |  |
|                          |   | …                 |          |  |  |       |  |  |                      |  |  |                      |  |

### Fonti primarie
- (LA)  Rerum Gallicarum et Francicarum Scriptores, Tomus IX.
- (LA)  Histoire générale de Languedoc, tomus II.
- (LA)  Histoire Générale de Languedoc, Preuves, Tome V.
- (LA)  Cartoulaires de l'abbaye de Beaulieu.

### Letteratura storiografica
- Rafael Altamira, Il califfato occidentale, in «Storia del mondo medievale», vol. II, 1999, pp. 477–515.
- René Poupardin, I regni carolingi (840-918), in «Storia del mondo medievale», vol. II, 1999, pp. 583–635.
- (FR)  Histoire Générale de Languedoc, tome II.
- (FR)  Histoire des comtes de Toulouse.
- (LA)  Colección diplomática del Condado de Besalú, tomus XV.
- (LA)  Marca Hispanica sive Limes Hispanicus, 1688.
- (EN) The Development of Southern French and Catalan Society, 718-1050, su libro.uca.edu.
- (CA)  Crónica de San Juan de la Peña.